# لولا صدقي
لولا صدقي (27 أكتوبر 1923 - 8 مايو 2001)، ممثلة مصرية، عملت في أعمال مسرحية وسينمائية. هي ابنة الكاتب الكبير والمؤلف المسرحي، أمين صدقي، واحدة من سمراوات الشاشة العربية، برزت في أدوار الفتاة العابثة اللعوب في أواخر الأربعينات وبداية الخمسينات، وقدمت أكثر من 49 فيلما قامت فيها بأدوار ثانية إلا أنها تركت أثرا في ذاكرة السينما، لتظل رمزا للفتاة العابثة الارستقراطية المستهترة أو اللعوب الشريرة التي توقع الرجال في حبائلها بحثا عن المال، لكنها هاجرت من مصر في الستينات إلى إيطاليا مسقط رأس والدتها.

## بدايتها
وُلدت لولا لأم إيطالية الجنسية تركتها وشقيقتها ثم هاجرت إلى إيطاليا. عندما أنهت لولا دراستها في «المدرسة الفرنسية بالقاهرة»، وبلغت سن المراهقة أكدت لوالدها رغبتها في دخول عالم السينما والفن ولكنه رفض بشكل قاطع واضطرت هي إلى الإصرار على موقفها حتى بعد أن حبسها والدها في المنزل. ظلت حبيسة منزلها تبكي على عدم تنفيذ رغبتها وعرضت مأساتها على شقيقتها «صفية»، فاصطحبتها إلى الريجيسير قاسم وجدي، الذي قدمها إلى صاحب ملهى ليلي شهير لتتعاقد معه على الغناء باللغة الفرنسية والرقص الذي تعلمته من راقص إيطالي شهير يقيم في مصر، هو «بوللو باستاني»، الذي أخضعها لدورات تدريبية في الرقص الشرقي لتصبح أشهر راقصة في أشهر قليلة ومطربة باللغتين الإيطالية والفرنسية في الملاهي الليلة.

## مشوارها الفني
عملت في بداية حياتها كراقصة ومطربة تغني باللغتين الإنجليزية والفرنسية، وساعدها والدها الكاتب المسرحي أمين صدقي على العمل في المسرح، كما ساعدتها شقيقتها الفنانة صفية صدقي على بدء مسيرتها السينمائية من خلال فيلم (حياة الظلام) في عام 1940، وعملت بشكل مكثف في السينما منذ ذلك الوقت وحتى أواسط الستينات، ومن أفلامها المعروفة: (أبو حلموس، المليونيرة الصغيرة، فاطمة وماريكا وراشيل، الأستاذة فاطمة، عريس مراتي، بعد ذلك سافرت إلى إيطاليا وقامت بتأدية أدوار صغيرة في بعض الأفلام الأمريكية والإيطالية.

## زواجها
تزوجت 9 مرات، كانت المرة الثالثة من مصور سينمائي إيطالي اسمه «جياني دالمانو»، أشهر إسلامه باسم «أمين المهدي» على اسم والدها، للزواج منها، إلا أنها لم تتفق معه ولم يحدث انسجام بينهما أيضا وانتهت الزيجة بالطلاق السريع بعد 6 أشهر فقط.

## أعمالها

### الأفلام
- 1940: حياة الظلام
- 1941: ليلى بنت الريف
- 1946: شهرزاد
- 1946: شمعة تحترق
- 1946: سر أبي
- 1947: معروف الإسكافي
- 1947: قلبي وسيفي
- 1947: ضربة القدر
- 1947: حبيب العمر
- 1947: بياعة اليانصيب
- 1947: المنتقم
- 1947: الجولة الأخيرة
- 1947: أبو زيد الهلالي
- 1947: أبو حلموس
- 1948: نحو المجد
- 1948: فتح مصر
- 1948: المليونيرة الصغيرة
- 1949: ليلة العيد
- 1949: فاطمة وماريكا وراشيل
- 1949: عفريتة هانم
- 1949: شارع البهلوان
- 1949: حلاوة
- 1949: أوعى المحفظة
- 1949: المصري أفندي
- 1949: المرأة شيطان
- 1949: العيش والملح
- 1949: أرواح هائمة
- 1949: أحبك أنت
- 1950: فلفل
- 1950: عيني بترف
- 1950: طريق الشوك
- 1950: حماتك تحبك
- 1950: جوز الأربعة
- 1950: بلدي وخفة
- 1950: امرأة من نار
- 1951: نهاية قصة
- 1951: مشغول بغيري
- 1951: سماعة التليفون
- 1951: أنا الماضي
- 1952: يا حلاوة الحب
- 1952: مصري في لبنان
- 1952: بنت الشاطئ
- 1952: النمر
- 1952: المنزل رقم 13
- 1952: المنتصر
- 1952: السماء لا تنام
- 1952: الأستاذة فاطمة
- 1953: وفاء
- 1953: حرام عليك
- 1953: المستهترة
- 1953: اللص الشريف
- 1953: الشك القاتل
- 1953: أرض الأبطال
- 1954: شيطان الصحراء
- 1955: مملكة النساء
- 1955: مدرسة البنات
- 1959: عريس مراتي
- 1960: ثلاث وريثات
- 1961: امرأة وشيطان
- 1962: كريم بن الشيخ
- 1964: كريم بن الشيخ

### المسرحيات
- 1955: صاحب الجلالة
- 1955: الست عايزة كده

## روابط خارجية
- لولا صدقي على موقع IMDb (الإنجليزية)
- لولا صدقي على موقع الدهليز
- لولا صدقي على موقع قاعدة بيانات الأفلام العربية
- لولا صدقي على موقع قاعدة بيانات الفيلم (الإنجليزية)